# FK Budućnost Dobanovci
 (mai 2016).
Si vous disposez d'ouvrages ou d'articles de référence ou si vous connaissez des sites web de qualité traitant du thème abordé ici, merci de compléter l'article en donnant les références utiles à sa vérifiabilité et en les liant à la section « Notes et références ».
Maillots
Le Fudbalski Klub Budućnost Dobanovci (en serbe : Фудбалски Клуб Будућност Добановци), plus couramment abrégé en Budućnost Dobanovci, est un club serbe de football fondé en 1920 et basé à Dobanovci, dans la banlieue de Belgrade, la capitale.
Le club joue actuellement en 2e division serbe.

## Bilan sportif

### Palmarès
| Compétitions nationales                                                                                       |
| --- |
| - Championnat de Serbie D3 (1) : - Champion : 2015-16. - Championnat de Serbie D4 (1) : - Champion : 2011-12. |

### Bilan par saison
| Saison    | Championnat | Championnat | Championnat | Championnat | Championnat | Championnat | Championnat | Championnat | Championnat | Championnat | Coupe de Serbie     |
| Saison    | Division    | Pos         | Pts         | J           | V           | N           | D           | BP          | BC          | Diff        | Coupe de Serbie     |
| --------- | ----------- | ----------- | ----------- | ----------- | ----------- | ----------- | ----------- | ----------- | ----------- | ----------- | ------------------- |
| 2006-2007 | 3e Belgrade | 18e         | 19          | 34          | 5           | 6           | 23          | 17          | 56          | -39         | —                   |
| 2007-2008 | 4e Belgrade | 11e         | 44          | 34          | 12          | 8           | 14          | 47          | 52          | -5          | —                   |
| 2008-2009 | 4e Belgrade | 11e         | 42          | 34          | 10          | 12          | 12          | 42          | 35          | +7          | —                   |
| 2009-2010 | 4e Belgrade | 9e          | 45          | 34          | 13          | 6           | 15          | 46          | 49          | -3          | —                   |
| 2010-2011 | 4e Belgrade | 5e          | 53          | 34          | 15          | 8           | 11          | 54          | 38          | +16         | —                   |
| 2011-2012 | 4e Belgrade | 1er         | 69          | 34          | 22          | 3           | 9           | 63          | 32          | +31         | —                   |
| 2012-2013 | 3e Belgrade | 7e          | 42          | 30          | 12          | 6           | 12          | 51          | 46          | +5          | —                   |
| 2013-2014 | 3e Belgrade | 12e         | 39          | 30          | 11          | 6           | 13          | 48          | 55          | -7          | —                   |
| 2014-2015 | 3e Belgrade | 12e         | 33          | 30          | 10          | 3           | 17          | 33          | 37          | -4          | —                   |
| 2015-2016 | 3e Belgrade | 1er         | 60          | 30          | 17          | 9           | 4           | 53          | 30          | +23         | —                   |
| 2016-2017 | 2e          | 10e         | 37          | 30          | 10          | 7           | 13          | 32          | 43          | -11         | —                   |
| 2017-2018 | 2e          | 10e         | 38          | 30          | 9           | 11          | 10          | 33          | 33          | 0           | Huitièmes de finale |
| 2018-2019 | 2e          | 10e         | 46          | 37          | 13          | 9           | 15          | 35          | 41          | -6          | Huitièmes de finale |
| 2019-2020 | 2e          | 15e         | 22          | 30          | 5           | 7           | 18          | 21          | 41          | -20         | Seizièmes de finale |
| 2020-2021 | 2e          | 8e          | 50          | 34          | 14          | 8           | 12          | 39          | 37          | +2          | Tour préliminaire   |
| 2021-2022 | 2e          | 13e         | 45          | 37          | 11          | 12          | 14          | 40          | 49          | -9          | Seizièmes de finale |
| 2022-2023 | 3e Belgrade | en cours    | en cours    | en cours    | en cours    | en cours    | en cours    | en cours    | en cours    | en cours    | Tour préliminaire   |

Légende
- Promotion en division supérieure.
- Relégation en division inférieure.

## Personnalités du club

### Présidents du club
- Mane Smiljanić

### Entraîneurs du club
| - Ivica Šimičić (2015 - 2017) - Saša Štrbac (2018) - Slađan Nikolić (2018) - Bogdan Korak (2018) | - Igor Spasić (2018 - 2019) - Saša Štrbac (2019) - Slavko Matić (2019) - Goran Dragoljić (2019) | - Dušan Kljajić (2020) - Dragan Stevanović (2020) - Dragan Ivanović (2021) - Vladica Petrović (2021 - ) |